# إيفي دومينيكوفيتش
إيفي دومينيكوفيتش (بالإنجليزية: Evie Dominikovic)‏ مواليد 29 مايو 1980 في سيدني، هي لاعبة كرة مضرب أسترالية سابقة بدأت مسيرتها كمحترفة سنة 1997 وكانت تلعب باليد اليمنى، اعتزلت اللعب في 17 يناير 2007. كما أنها إحدى بطلات الجراند سلام. أعلى تصنيف لها في الفردي كان المركز الـ 64 في سنة 2001. أعلى تصنيف لها في الزوجي كان المركز الـ 52 في سنة 2002.

## بطولات حققتها
- أستراليا المفتوحة

## النهائيات

### الزوجي: 2 (1–1)
| الحصيلة | الرقم | التاريخ        | الدورة                                     | الأرضية | الشريك             | المنافس في النهائي      | النتيجة في النهائي |
| الفوز   | 1.    | 24 سبتمبر 2001 | بطولة بنك الكومنولث، إندونيسيا             | صلبة    | تامارين تاناسوجارن | جانيت لي وين براكوسيا   | 7–6(7–1), 6–4      |
| الوصافة | 2.    | 14 أكتوبر 2001 | بطولة الصين المفتوحة للتنس, شانغهاي، الصين | صلبة    | تامارين تاناسوجارن | لينكا نيمكوفا ليزل هوبر | 6–0, 7–5           |

## روابط خارجية
- إيفي دومينيكوفيتش على موقع رابطة محترفات التنس (الإنجليزية)
- إيفي دومينيكوفيتش على موقع الاتحاد الدولي لكرة المضرب (الإنجليزية)
- إيفي دومينيكوفيتش على موقع كأس بيلي جين كينغ (الإنجليزية)
- إيفي دومينيكوفيتش على موقع اتحاد التنس الأسترالي (الإنجليزية)
- إيفي دومينيكوفيتش على موقع خلاصة التنس.كوم (الإنجليزية)
- إيفي دومينيكوفيتش على موقع إي إس بي إن.كوم (الإنجليزية)